# Chloridolum nigroscutellatum
Chloridolum nigroscutellatum är en skalbaggsart som först beskrevs av J. Linsley Gressitt 1940.  Chloridolum nigroscutellatum ingår i släktet Chloridolum och familjen långhorningar. Inga underarter finns listade i Catalogue of Life.